# Сульфати
Сульфа́ти — солі сульфатної кислоти H2SO4.
Сульфатна кислота утворює два ряди солей: нормальні солі, які називають сульфатами, і кислі, які називають гідрогенсульфатами (гідросульфатами).
Сульфати у більшості добре розчинні. До малорозчинних належать сульфат кальцію CaSO4 і сульфат свинцю PbSO4. Нерозчинним у воді є сульфат барію BaSO4.
Багато сульфатів широко застосовується у практиці, наприклад BaSO4, CaSO4 і CuSO4 (сульфат міді).
Сульфати міді та заліза іноді називають купоросами.

## Вплив на здоров'я людини
Основний вплив сульфати чинять на шлунок , гальмуючи його секреторну діяльність, негативно впливають на функції системи травлення. Мінералізація негативно впливає також на вагітність, на плід і новонароджених, збільшує ймовірність гінекологічних захворювань.